# Dipartimento di Saraya
Il dipartimento di Saraya (fr. Département de Saraya) è un dipartimento del Senegal, appartenente alla regione di Kédougou. Il capoluogo è la cittadina di Saraya. Il dipartimento attuale venne creato nel 2008 scorporando parte del territorio del dipartimento di Kédougou, elevato a regione.
Si trova nell'estrema parte sudorientale del territorio senegalese, lungo il confine con il Mali e la Guinea.
Il dipartimento di Saraya comprende (al 2012) 1 comune (il capoluogo Saraya) e 2 arrondissement:
- Bembou
- Sabodala